# Vila Nova de São Bento
Pour les articles homonymes, voir Vila Nova et São Bento.
Vila Nova de São Bento est une ancienne paroisse civile portugaise (en portugais : freguesia) de la municipalité de Serpa dans le district de Beja.
La loi no 11-A/2013 du 28 janvier 2013, portant réorganisation administrative du territoire des freguesias, fusionne Vila Nova de São Bento avec la paroisse voisine de Vale de Vargo pour former l’União das freguesias de Vila Nova de São Bento e Vale de Vargo (dont le siège est à Vila Nova de São Bento).